# サクラオブルワリーアンドディスティラリー
株式会社サクラオブルワリーアンドディスティラリー（略称:サクラオB&D 英: SAKURAO Brewery and Distillery CO,LTD.）は、広島県廿日市市に本社を置く酒造会社。

## 概要
1918年（大正7年）中国醸造として創業。
清酒「一代」、焼酎、みりん、リキュール類などの製造販売を行う。県内の安芸太田町戸河内には、今福線の試掘トンネル跡を利用した「戸河内蔵置所」があり、清酒・焼酎・ウイスキーの貯蔵・熟成が行われている。
なお、中国産食品の安全性が話題となっていた時期は、誤解を避けるため商品ラベルに社名を「広島・中国醸造」と記載しているものもあった。2021年3月に、イメージ刷新および、今後も同じ桜尾の土地で操業を続けていく決意を込めて、サクラオブルワリーアンドディスティラリーに社名を変更した。

## 主な製品
- 日本酒
  - 「一代」

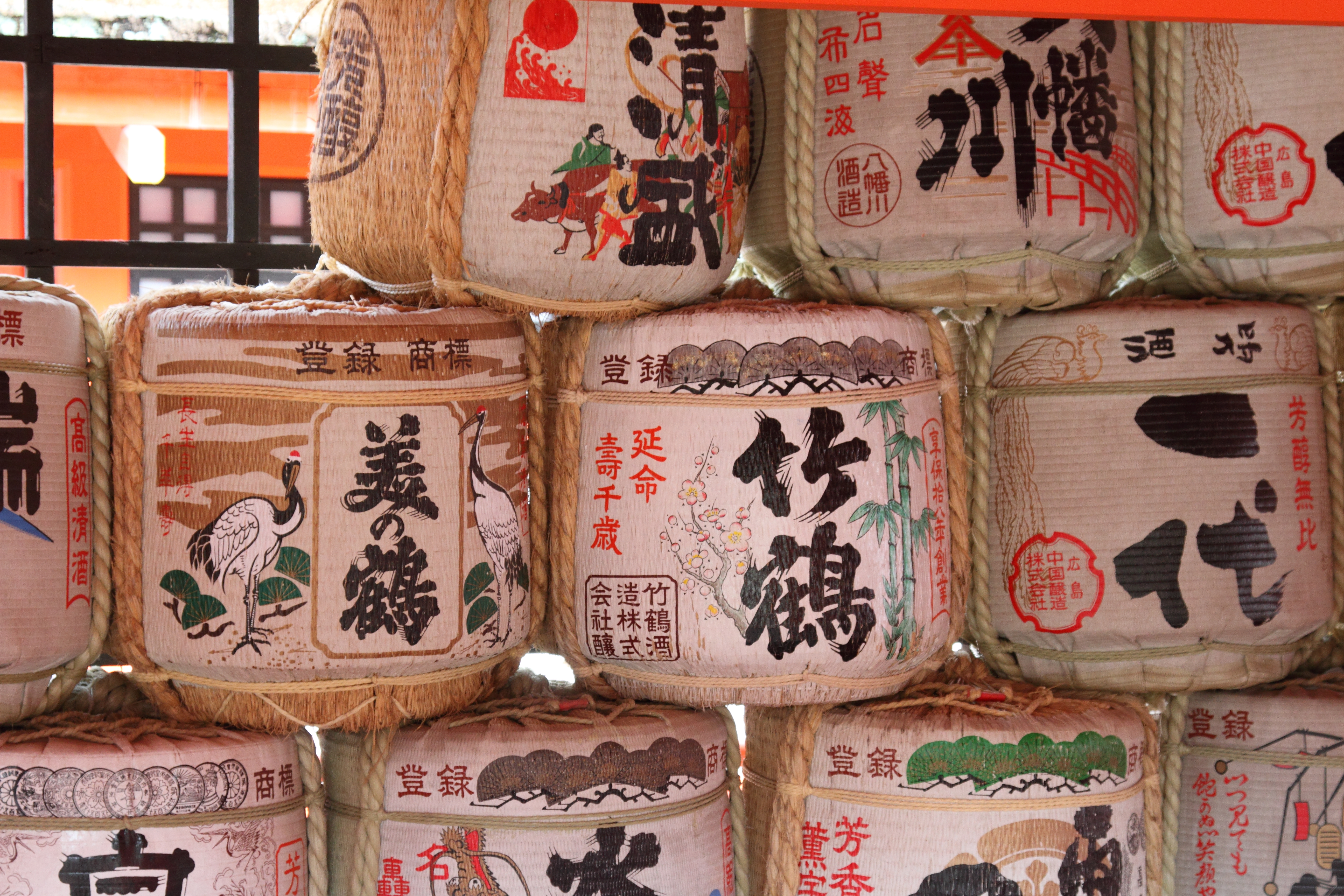
厳島神社に奉納された酒樽

  - 「はこさけ一代」 - ドイツのツーパック社との共同開発により1967年に発売開始した、世界初[4]の紙容器入り日本酒
  - 合成清酒「自慢桜」「賀茂美人」「加茂菊」「賀茂小町」
- 焼酎
  - 麦焼酎・芋焼酎「達磨」
  - 甲類焼酎「ダルマ焼酎」
  - 甲類乙類混和焼酎「天宝山」「むぎこーん」「いもこーん」
  - ダルマホワイトリカー
- ウイスキー
  - 「戸河内ウイスキー」
- リキュール
  - 「瀬戸内酒」 - 瀬戸田産檸檬、因島産八朔、瀬戸内産橙を使用したリキュール
  - 梅酒「ギャバリッチ梅酒」「女子梅酒部」
- ワイン
  - Shiki SPARKLING
- スピリッツ
  - SAKURAO GIN LIMITED
  - SAKURAO GIN ORIGINAL
  - ハイアルコールスピリッツ65%
- みりん
  - ダルマ本みりん
- 広島東洋カープ応援商品
  - 芋焼酎「カープびいき」、清酒「カープびいき うまいじゃろ」、缶チューハイ「カープチューハイ」
- 化粧品
  - 植物乳酸菌の恵みシリーズ
- 消毒用アルコール
  - 手指消毒用 高濃度エタノール77%（飲用不可・酒税非課税）

## 沿革
- 1918年（大正7年）10月 - 中国醸造合資会社設立。
- 1938年（昭和13年）8月 - 株式会社に改組。
- 1963年（昭和38年）10月 - 清酒の醸造を開始。
- 1967年（昭和42年）10月 - 紙容器入り清酒「はこさけ一代」発売開始。
- 2005年度（平成17年） - ボイラー燃料をA重油から天然ガスに転換[5]。
- 2021年（令和3年）3月9日 - 社名を中国醸造株式会社から株式会社サクラオブルワリーアンドディスティラリーへと変更[6]。